# 무을 풍물
무을 풍물(舞乙風物)은 대한민국의 경상북도 구미시 무을면 무이리를 중심으로 상송리, 오가리 현재에 이르러 구미지역 전체를 바탕으로 전승·공연되는 전통 풍물놀이이다. 1996년 제37회 전국민속예술경연대회에서 농악부문 최우수상인 문화부장관상을 수상한 것을 계기로 보존회가 결성되었고, 현재는 무을풍물보존회와 구미지역 각 읍•면•동 농악단등을 통해 그 명맥과 원형이 보존되고 있다.

## 유래
무을 풍물은 타 지역의 풍물과는 달리 그 시작점과 연대, 그리고 창안자가 뚜렷하게 드러난다. 구미시 무을면은 2천 6백여 명의 인구가 살고 있는 농촌 지역으로, 풍물의 중심이 되는 무이리 지역은 100여 호가 살고 있으며 주민 대부분이 벼농사로 살아가는 지역이다. 이렇듯 이 지역은 풍물이 자라나기에 매우 알맞은 환경으로, 무을 풍물의 발원지는 무을면 상송리(上松里) 연악산(淵岳山)에 위치한 수다사이다.
수다사는 신라 문성왕때 진감국사(眞鑑國師)가 연악산 상봉에 흰 연꽃이 한 송이 피어 있는 것을 보고, 이곳에 절을 창건한 후 ‘연화사’라 하였고, 후에 수다사(水多寺)로 이름을 바꾸었다.
무을 지역에 오래 거주한 노인들의 말에 의하면 메구는 영조 시대에 수다사의 승려인 정재진(법명 미상)이 꿈에서 본 일과 구전되어 내려오는 내용 등을 소재로 하여 풍물가락을 만들어 인근의 부락으로 전파시켰다고 한다. 특히 “정재진 나고 메구 나고, 엄복동이 나고 자동차 났으며, 안창남을 위해 비행기 나왔다.”는 말은 무을면과 김천시 개령면 일대에서는 아직도 전승되는 말이다.

## 전승
정재진 이후의 전승은 분명하지 않으나, 그로부터 약 100년 뒤 이 가락을 이은 무을면 오가리의 이군선(호적명 이경춘, 1867년 8월 10일생) 상쇠가 가락을 집대성하여 열두 마당의 지금과 같은 독창적이고 독보적인 무을 풍물을 재창안했다. 이군선 상쇠가 이름을 날리게 된 계기는 당시 선산에서 큰 걸립이 있었는데 이때 그의 쇠가락과 놀이가 그 시절의 다른 풍물과는 달리 12마당으로 뚜렷이 구분되어 보는 이에게 박수와 춤이 절로 나올 정도로 뛰어났다 한다. 이때부터 무을 풍물에는 열두 마당의 수식어가 따라 다녔다.
이군선은 무이리의 최일영(원 상쇠, 1950년 3월 별세)과 오가리의 이남문, 윤필선, 박희순 등의 제자를 길러냈으며, 이 무렵 전국의 많은 쇠꾼들이 무을을 찾아 쇠가락을 배워가 다른 이름을 통해 전국으로 확산되었다. 또한 이남문은 한국 전쟁 이후 개령 빗내(현 김천시 개령면 광천리)로 이사하여 전국적으로 유명한 빗내 농악(경상북도 무형문화재 제8호)을 남겼고, 최상택 단원은 부산으로 이주해 서구의 아미 농악 창단에 큰 영향을 끼쳤다.
1960년대부터 1970년대까지는 상면농악단과 하면농악단으로 나뉘어 경쟁하면서 무을 풍물이 더욱 발전하는 계기가 되었다. 주로 북수(소고잽이)의 놀이가 발달한 상면농악단은 김신배 상쇠가, 정형화되고 절도 있는 놀이가 발달한 하면농악단은 김칠봉 상쇠와 지창식 종쇠가 이끌었다. ‘하면농악단(단장 김태문)’은 1963년 10월 30일에 조선일보 대구지사가 주최한 ‘전국농악경연대회’와 1964년의 ‘전국농악경연대회’ 및 중앙일보 창간 2주년을 기념하여 중앙일보 대구지사와 경북농악협회가 주최한 1965년의 ‘전국농악경연대회’등에서 우승하였다. 1966년에는 경북농악협회기성회가 주최한 ‘영남민속경연대회’에서 특등인 국회의장 상을, 그해 10월에 덕수궁에서 열린 ‘전국민속경연대회’에서는 3등을 하는 등의 기록을 남겼다. 그 후 김칠봉 상쇠는 상주농잠고등학교와 김천농림고등학교에서 농악을 가르쳐 많은 공적과 전수자를 길러냈다. ‘상면농악단’은 선산군 풍년제와 선산군민의 날 농악부문에서 무려 11회 연속으로 매년 우승하였고, 특히 소고잽이의 기량이 뛰어나 김천과 상주 등지에 초청되어 시연과 전수를 하기도 했으며, 부산, 조치원 등으로 걸립공연을 다니기도 했다.
정재진…이군선→최일영→김팔금→김칠봉→지창식→최병화(최무웅)→박원용
　　　　　　　　　　　→이남문(빗내농악)— 무을 풍물 전수 계보도

그 후 1990년대 초에 상쇠였던 김신배가 병을 얻고 1994년에 사망하면서 풍물이 단절될 위기에 처하자, 김천과 선산 일대의 풍물의 근원지가 무을 임을 느끼게 된 주민들이 풍물 재건에 나서게 되었다. 최병화 상쇠의 주선으로 종쇠였던 지창식 상쇠가 귀향하여 무을 단위농협 준공식때 풍물을 울리고 제2의 도약을 준비해 1996년 제37회 전국민속예술경연대회에서 농악부문 최우수상인 문화부장관상을 수상한 것을 계기로 보존에 대한 논의가 활발해졌다. 무을 농악을 전수한 오상고등학교, 무을중학교, 장천초등학교 등의 학교는 경북농악경연대회 청소년부 우수상을 수상하기도 했고,특히 오상고등학교는 2001년 부평전국농악경연대회 장원,2002년 제20회 전주대사습놀이 장원, 2017년 제24회 전국청소년민속예술축제에서 대통령상을 수상했다. 
2003년 12월, 무을풍물보존회가 만들어져 보존의 기반을 마련했고, 2004년 5월에는 제30회 전주대사습놀이 전국대회에서 농악부문 장원을 차지했으며, 황토현농악경연대회에서 우수상을 수상했다.

## 특징
풍물 굿은 지역과 특색에 따라 여러 갈래로 나뉜다. 무을 풍물의 경우는 김천, 대구의 비산·다사·가루뱅이 풍물, 상주 등의 풍물과 같은 갈래에 포함되는데, 이들 지역의 농악은 대개 북을 많이 사용한다. 무을 풍물 또한 북을 많이 사용하여 북가락이 웅장하고 장쾌하며, 가락이 힘차고 박진감이 넘쳐 전투농악의 성격이 매우 강하다. 무을 풍물패를 “좌청룡 우백호 노계홍상(左靑龍右白虎綠蓋紅裳) 군대”라고 칭하기도 하는데, 이는 풍물 옷의 색깔과 함께 전투농악의 성격을 그대로 드러내는 말이기도 하다.
또한 무을 풍물은 풍물 열두 마당이 뚜렷하게 구분되며 행위가 다양해 처음부터 끝까지 단조롭지 않으며, 북수놀음(소고놀음)이 특히 발달되어 있다.

## 복장과 악기
상쇠(메구)는 앞이마에 흰 꽃을 달고, 등에는 금빛 또는 은빛의 ‘함박시’라고 하는 원형의 놋쇠를 두 개 단다. ‘함박시’는 빗내 농악과 아미 농악, 무을 풍물외의 다른 풍물의 상쇠에서는 찾아 볼 수 없는 독특한 장식이다. 대장을 의미해 위엄을 나타내기 위해 다는 것이라고 하며, 해와 달을 뜻한다고도 하는데 모두 거의 동일한 의미이다. 또한 빗내와 아미의 함박시는 납작한 원판으로 상쇠의 띠에 다는 데 비해, 무을에서는 가운데가 약간 볼록한 구조로, 조끼에 단다. 전성기에는 함박시를 은으로 만들었다고도 하는데, 그만큼 상쇠의 중요성과 위엄을 나타내는 것이라고 할 수 있다. 몸에는 초록, 노랑, 빨강의 삼색 띠를 두른다. 상쇠의 채 끝에는 오색띠 또는 삼색 띠를 늘어뜨린다.
대북은 머리에 다른 지역과 확연히 구분되는 크고 화려한 이단의 고깔을 쓴다. 과거에는 삼단을 쓰기도 했다고 한다. 양손에는 북채를 쥐는데, 굵은 채는 오른손에 가는 채는 왼손에 쥔다. 장구수는 전립에 긴 피지와 짧은 피지를 단다.
북수(소고잽이)는 머리에 전립을 쓰며 긴 피지와 짧은 피지를 달고, 앞이마에는 흰 꽃을 달며, 몸에는 삼색의 띠를 두른다. 과거에는 등에 상쇠보다 작은 형태의 함박시를 달았으나 요즘은 달지 않는다.
사대부는 두루마기를 입고 ‘진신사대부’(眞身士大夫)라고 쓰인 두건을 쓰고, 부채 또는 담뱃대를 든다. 각시는 흰 저고리와 검은 치마를 입는데 최근에는 다른 색의 옷을 입기도 한다. 총잽이는 어깨에는 배낭을 메고 총을 들며 머리에는 모자를 쓰고, 얼굴에는 검은 칠을 한다.
풍물의 구성원들은 흰 바지저고리에 남색 조끼를 입는다. 쇠와 소고잽이는 전립에 상모를 쓴다. 열 두발 상모는 끝이 두 갈래로 한쪽은 길고, 한쪽은 짧은데 이 또한 무을 풍물에서만 찾아볼 수 있는 특징이다. 쇠와 소고잽이를 제외한 나머지는 모두 흰색의 큰 고깔을 쓰며, 고깔의 꽃송이는 춤사위에 따라 움직이게 한다. 또한 다른 풍물은 허리 아래로 두 줄의 띠를 늘어뜨리는 것과 달리 무을 풍물은 삼색의 띠를 늘어뜨린다.
농기와 단기 끝에는 꿩의 긴 꼬리를 뽑아 만든 꿩장목을, 영기에는 삼지창이나 창모양을 단다.
악기는 쇠 4명, 징 4명, 북 8명, 장구 8명, 북수(소고잽이) 12~16명, 잡색(양반, 각시, 포수) 3명, 기수 4명(농기1, 단기1, 영기1)으로 구성된다.

## 구성
무을 풍물은 총 열두 마당으로 구성된다.

### 첫째 마당: 질굿(인사굿)
행진가락으로 쇠(메구)에 맞추어 덩실덩실 춤을 추며 행진한다. 상쇠가 입장할 때 또는 대문 앞에서 「주인 나그네 들어가요」하며 외친다. 입장한 뒤 놀이 과정 준비로 원을 그리며 정렬하여 쇠에 따라 주위에 인사한다.

### 둘째 마당: 반죽궁(마당 닦기)
전원이 원을 그리며 시계 반대방향으로 돌아가고 쇠는 중앙으로 들어가 마주보고 두 줄로 전립을 돌리며 서로 제자리에서 회전하고 종대로 대형을 갖추고 대원들은 서로 톱니가 맞물리듯이 갈 지(之) 자로 중앙으로 모였다 흩어졌다 하면서 묘기를 부린다.

### 셋째 마당: 정적궁
원을 돌면서 쇠에 따라 각기 놀이에 들어가는데 상쇠와 종쇠는 서로 이동하며 풍물 꾼을 놀린다. 12마당 중 가장 신이 나고 흥겹다.

### 넷째 마당: 엎어 빼기(도르래기)
원형에서 상쇠와 종쇠가 서로 맞추어 가락을 치면 풍물꾼은 대형 밖으로 허리를 굽혔다 대형 안쪽으로 굽혔다 다시 각자 원형을 돈다.

### 다섯째 마당: 품앗이
엎어 빼기가 끝나면 전 풍물꾼이 원을 그리며 돌면서 놀고 원형 중앙에서 쇠가 가락을 서로 주고받는다.

### 여섯째 마당: 수박치기
쇠의 가락이 바뀌고 북수는 가락에 따라 여러 번 앉았다 섰다를 반복하며 기세를 자랑하고 이때 쇠가 그치면 북과 장구만 신나게 연주하며 쇠는 서로 짝을 지어 쇠를 놓고 손뼉을 치기도 하고 귀를 잡기도 하고 무릎을 치기도 하고 삼색 띠를 잡고 춤을 추기도 하며 묘기를 부린다.

### 일곱째 마당: 허허 꺽꺽
각기 연주를 하면서 쇠의 가락에 따라「허허」,「꺽꺽」하며 간투사를 지르며 전 풍물꾼이 원형을 돌면서 가락에 빈틈없이 답하는 행동으로 신나게 논다.

### 여덟째 마당: 너도나도 둘이돌기
상쇠가 흥이 나게 기러기 가락을 치면 전 풍물꾼이 원을 그리며 돌며 2명씩 짝을 지어 덩실덩실 춤을 춘다.

### 아홉째 마당: 이돌기
원을 그리며 돌다가 가락이 바뀌면 돌던 반대방향으로 원점을 향해 옆으로 서 돌다가 다시 가락이 바뀌면서 반대 방향으로 돌며 전 풍물꾼이 각기 연주와 춤을 춘다.

### 열째 마당: 영산다드래기(판굿)
대열은 원형 또는 두 줄로 서서 대북놀이, 장구놀이, 소고놀이 등을 하며 논다.
- 대북놀이 : 두 줄로 선 상태에서 상쇠가 중앙에 나와서 대북꾼을 이열 중앙에서 원을 만들게 하여 시계방향으로 돌리면서 엎어 빼기를 한 다음 원이 풀리면서 대북이 서너 번 서로 마주보고 짝을 지어왔다 갔다 한다. 다드래기로 올라가면 쇠와 징은 그치고 대북과 장구만 울린다. 상쇠가 제자리로 돌아가면 대북도 원래자리로 돌아간다.

- 장구놀이 : 장구가 나와 시계방향으로 돌면서 두루 걸이(원으로 서서 빙빙 돈다)와 자반 뛰기를 하고 제자리로 돌아간다. 이때 다른 악기들은 계속 연주한다.

- 소고놀이 : 북수가 들어가 시계 반대방향으로 두루 걸이와 엎어 빼기를 하고 자반 뛰기 등을 한 후 제자리로 돌아간다.

- 요진북 : 북수 또는 장구가 마주보고 한쪽다리를 들고 삼색 띠를 잡고 원을 한 두 바퀴 돌다가 몸을 울렁이면서 한 발짝씩 나오며 둘이 마주치면 한 손, 두 손으로 어깨를 걸어 전진 후진을 하며 논다.

- 다드래기 : 홑 다드래기, 겹 다드래기, 팔만 다드래기로 나누며 상쇠와 북수들이 엇박자로 쇠를 치면서 놀다가 징 앞으로 뛰어가 앉으며 신나게 쇠를 치고 놀며 가락에 맞추어 서서히 물러서며 연주한다. 또한 풍물꾼이 상쇠의 가락에 맞추어 한순간에 구경꾼 속으로 뛰어 갔다가 다시 들어오기도 한다.

- 진상모 : 열두 발 상모를 말하며 쇠가락이 진 상모 놀이가락으로 바뀌면 놀이꾼이 수줍은 듯이 조심해서 나오며 진 상모놀이를 한다.

### 열한째 마당: 진풀이(멍석말이)
상쇠와 종쇠가 원형대열에 들어가고 농기를 중심으로 진을 말았다가 풀어 나오며 8자형으로 영기를 중심으로 해서 말았다가 푼다. 또한 양쪽으로 진을 쌓아「휘이」하고 신호를 보내면 반대진에서도 화답한 후 진을 푼다. 다른 형태로는 풍물꾼을 두 줄로 도열하여 앉힌 후 상쇠가 풍물꾼을 돌며 감아 쌓기도 한다. 이를 홑진, 겹진이라고 한다.

### 열두째 마당: 춤메구(덧베기)
풍물꾼과 구경꾼 전원이 어깨를 들썩이며 놀며 판을 마무리 한다.